# Người Hoa-Seychelles
Người Hoa-Seychelles là những người Hán cư trú tại đảo quốc Ấn Độ Dương Seychelles. Năm 1999, họ có số lượng ước tính là khoảng 1.000 người, họ là một cộng đồng người Hoa nhỏ bé tại châu Ph.

## Lịch sử
những người nhập cư gốc Hoa đã đến Seychelles từ đảo quốc Mauritius lân cận vào năm 1886. Cho đến khoảng năm 1940, có nhiều người Hoa đã đưa họ hàng của mình từ Trung Quốc đến Mauritius để tập sự và giúp sức cho việc kinh doanh của ông ta; sau khi họ đã thu nhận được đầy đủ sự hieur biết về hoạt động thương mại và cuộc sống trong xã hội thuộc địa, ông ta sẽ gửi họ đi với một lá thư giới thiệu, cho họ vay tiền của ông ta để khởi nghiệp kinh doanh tại các vùng lân cận, bao gồm Seychelles.
Gioongs như những cộng đồng Hoa kiều khác, sự kình địch giữa những người nói tiếng Quảng Đông và Quảng Đông là đặc điểm chung trong cuộc sống của họ. Hai nhóm sống tách biệt trên các khu vực khác nhau và từ chối kết hôn với nhau, thay vào đó họ thích kết hôn với phụ nữ gốc Phi địa phương hơn. Họ bắt đầu với các đồn điền vani nhưng đã nhanh chống trở thành những người bán hàng, tài xế và ngư dân.

## Ngôn ngữ, giáo dục
Năm 1945, Richard Man-Cham, cha của thủ tưởng tương lai James Mancham, đã yêu cầu chính quyền cho phép mở một trường tiếng Hoa. Chính quyền lạnh nhạt với đề nghị này. Giáo dục chính thức tiếng Hoa đã không thể được thực hiện tại Seychelles cho đến năm 2007, khi Cộng hòa Nhân dân Trung Hoa cử một giáo viên đến. Ngày nay, hầu hết người Seychelles gốc Hoa không nói tiếng Trung Quốc mặc dù họ có thể hiểu chúng (bị động ngôn ngữ). Người Seychelles gốc Hoa phần lớn theo Thiên chúa giáo. Chỉ có hai ngôi chùa Phật giáo tại thủ đô Mahé.

## Nhân vật nổi bật
- Sir James Mancham, có ông là người gốc Hoa[5]
- Tổng giám mục Anh giáo French Chang-Him, có cha là người Hoa[1]